# Loi concernant l’Accord sur les revendications territoriales du Nunavut
Lire en ligne

laws-lois.justice.gc.ca/PDF/N-28.7.pdf

La Loi concernant l’Accord sur les revendications territoriales du Nunavut (en anglais : Nunavut Land Claims Agreement Act) est une loi canadienne concernant l'accord entre les Inuits de la région du Nunavut et Sa Majesté la Reine du chef du Canada. En fait, la loi a pour but de reconnaître et de mettre en application l'accord signé en 1993 entre les Inuits de la région du Nunavut et la Reine du Canada concernant des revendications sur leur territoire ancestral nommé Accord sur les revendications territoriales du Nunavut (ARTN) (en anglais : Nunavut Land Claims Agreement).